# Usko Kantola
Usko Toivo Kantola, född 11 september 1913 i Sysmä, död 27 juli 1994 i Helsingfors, var en finländsk skådespelare och sångare.
Som sångare gjorde Kantola 14 skivinspelningar tillsammans med Sointu-orkesteri åren 1942, 1948 och 1949.

## Filmografi[1]
- Mieheke, 1936
- Syyllisiäkö?, 1938
- Serenaadi sotatorvella, 1939
- Raudan kansaa, 1943
- Den osynliga fienden, 1943
- Förbjudna stunder, 1943
- Syntynyt terve tyttö, 1943
- Jees ja just, 1943
- Neiti Tuittupää, 1943
- Varuskunnan "pikku" morsian, 1943
- Nainen on valttia, 1944
- Dynamitflickan, 1944
- Yhden yön hinta, 1952
- Kolmiapila, 1953
- Kuningas kulkureitten, 1953
- En vecka av kärlek, 1954
- Alla äro vi oskyldiga, 1954
- Opri, 1954
- Pastori Jussilainen, 1955
- Ratkaisun päivät, 1956
- Korset och lågan, 1957
- Vieras mies, 1957
- Pieni luutEatyttö, 1958
- Sven Dufva,  1958
- Kovaa peliä Pohjolassa, 1959
- Kaverukset, 1963 (TV-serie)